# Clemensia quinqueferana
Clemensia quinqueferana är en fjärilsart som beskrevs av Walker 1863. Clemensia quinqueferana ingår i släktet Clemensia och familjen björnspinnare. Inga underarter finns listade i Catalogue of Life.